# 吳棐
吳棐，號篤吾，直隶淮安府山阳县人。明朝政治人物。

## 生平
萬曆七年（1579年）己卯科應天府鄉試第十二名舉人，萬曆十七年（1589年）己丑科進士。都察院觀政，十八年八月授山东聊城县知县，聊城有巨猾，富而暴，棐甫下车，告者踵至。同年某，猾姻家也，属棐使勿治，棐不可，焚書責其仆，卒抵于法。二十三年升大理寺评事，卒于官。